# Naissance en 1388
Naissance
- 1384
- 1385
- 1386
- 1387
- 1388
- 1389
- 1390
- 1391
- 1392

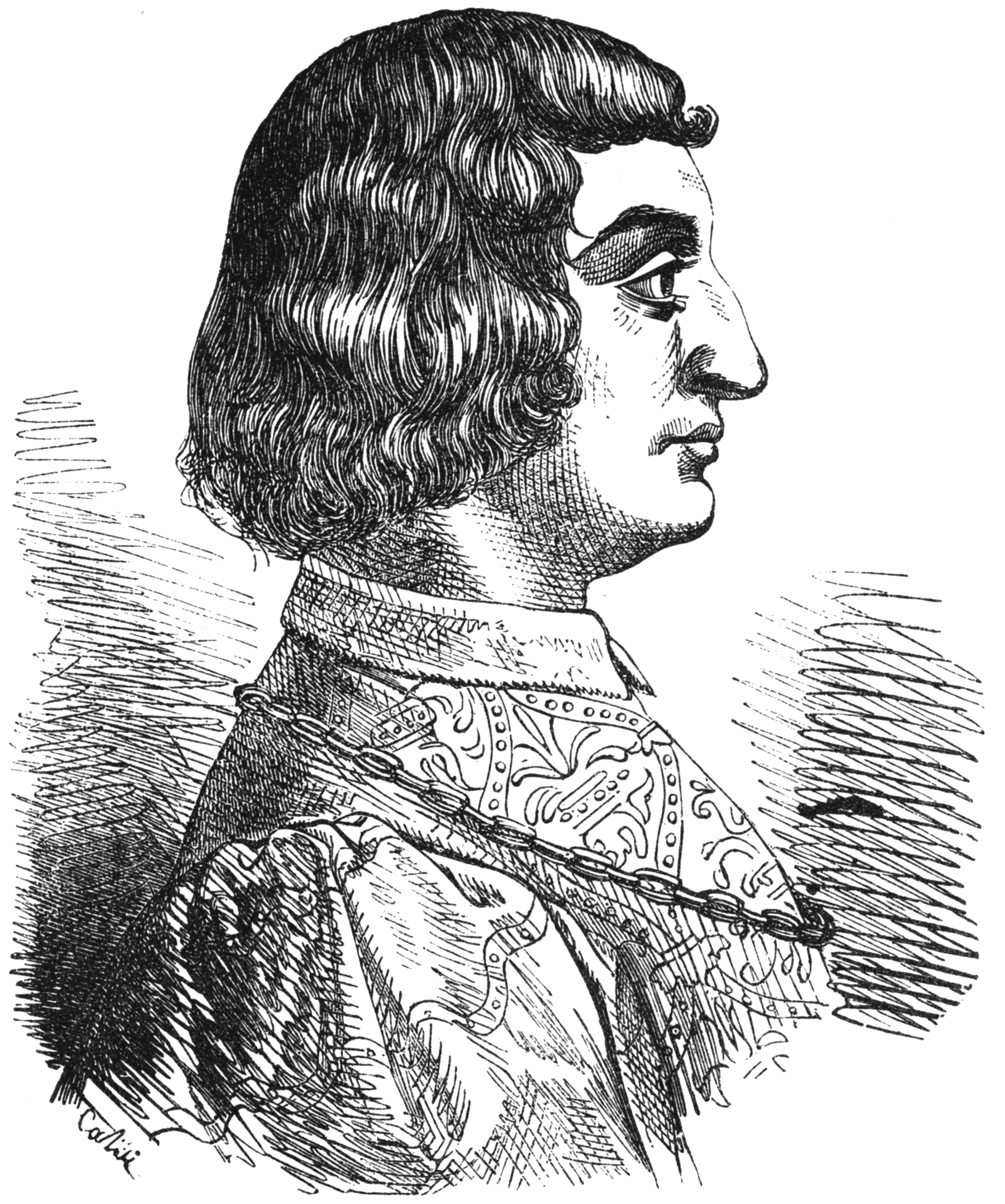
Jean Marie Visconti, né en 1388.

Cette page dresse une liste de personnalités nées au cours de l'année 1388  :
- 22 février : Pierre de Schaumberg, évêque d'Augsbourg, cardinal-prêtre de S. Vitale.
- 13 juin : Thomas Montaigu, 4e comte de Salisbury et l'un des commandants anglais pendant la guerre de Cent Ans.
- 10 août : Thomas Ebendorfer, chanoine viennois, universitaire et chroniqueur autrichien.
- 23 août : Eberhard IV de Wurtemberg, comte de Wurtemberg et d'Urach.
- 7 septembre : Jean Marie Visconti, 2e duc de Milan.
- 23 novembre : Jean II Jouvenel des Ursins, historien, diplomate et prélat français.
- 11 décembre : Giovanni della Grossa, écrivain, chroniqueur.

- William Booth, évêque de Coventry et Lichfield puis archevêque d'York.
- Xia Chang, peintre chinois.
- Charlotte de Bourbon,  reine de Chypre.
- Baudouin de Lannoy, seigneur de Molembais, homme d'État des Pays-Bas bourguignons et ambassadeur de Philippe le Bon à la cour du roi Henry V d'Angleterre.
- Juan de Torquemada, évêque de Cadix, d'Orense, camerlingue du Sacré Collège, administrateur de León et doyen du Collège des cardinaux.
- Dai Jin, peintre chinois.